# Félix Agramont Cota
Félix Agramont Cota (El Pescadero, La Paz, Baja California Sur; 17 de noviembre de 1918-La Paz, Baja California Sur; 10 de mayo de 2013) fue un político mexicano, miembro del Partido Revolucionario Institucional. Se desempeñó como el último gobernador del Territorio Sur de Baja California de 1970 a 1974 durante la presidencia de Luis Echeverría Álvarez y gobernador provisional de Baja California Sur de 1974 a 1975 tras su erección como estado.

## Primeros años
Félix Agramont Cota nació el 17 de noviembre de 1918 en Ejido El Pescadero, Territorio Sur de Baja California. Estudió la licenciatura en ingeniería agrónoma en la Escuela Nacional de Agricultura, hoy Universidad Autónoma Chapingo, además estudió docencia en la Escuela Normal de San Ignacio. Fue director de la Productora Nacional de Semillas (PRONASE) y bajo su mandato se realizaron exportaciones de semillas de trigo a India y África.

## Gobierno de Baja California Sur
En 1970, fue designado como jefe político del Territorio Sur de Baja California por el presidente Luis Echeverría Álvarez. Durante el mandato de Agramont el territorio fue elevado a la categoría de Estado Libre y Soberano por el Congreso de la Unión el 8 de octubre de 1974. En este momento Agramont pasó de ser el jefe político del territorio a ser el gobernador provisional del estado, hasta que se eligiera a un gobernador mediante votación. En las elecciones de 1975 fue elegido Ángel César Mendoza Arámburo como primer gobernador constitucional del estado, asumiendo el cargo el 9 de abril de 1975.
En el periodo en que Agramont gobernó en Baja California Sur fue construido el palacio legislativo del congreso del estado, se conformó el Tribunal Superior de Justicia del Estado y fue redactada la Constitución del Estado de Baja California Sur por el Congreso constituyente de Baja California Sur. Agramont proclamó la constitución del estado el 9 de enero de 1975.

## Vida personal
Félix Agramont tuvo dos hijos: María del Carmen y Félix Agramont Salgado. Uno de sus nietos fue Ricardo Barroso Agramont, senador de la república en la LXII y LXIII legislatura. Félix Agramont Cota falleció el 10 de mayo de 2013 en La Paz, Baja California Sur, de un Infarto agudo de miocardio.